# Making Monsters
Making Monsters — альбом 2010 года норвежской aggrotech группы Combichrist.

## Об альбоме
Making Monsters был выпущен в CD, CD/DVD, 2 LP, и цифровой дистрибуции. Альбом был записан после тура с немецкой группой Rammstein. После выхода альбома Combichrist выступал в его поддержку с группами Aesthetic Perfection и en:IVardensphere.

## Список композиций

### CD
1. «Declamation» — 1:52
2. «Follow the Trail of Blood» (featuring Brandan Schieppati of Bleeding Through) — 5:32
3. «Never Surrender» — 4:51
4. «Throat Full of Glass» — 4:55
5. «Fuckmachine» — 5:11
6. «Forgotten» — 4:07
7. «Just Like Me» — 5:08
8. «Slave to Machine» — 4:23
9. «Through These Eyes of Pain» — 4:09
10. «Monster:Murder:Kill» — 5:50
11. «They» — 6:18
12. «Reclamation» — 4:30

## DVD
1. «Electrohead» Live in Russia
2. «Get Out of my Head» Live in Russia
3. «Without Emotions» Live in Russia
4. «Scarred» Live in Germany
5. «I Want Your Blood» Live in Germany